# Actină

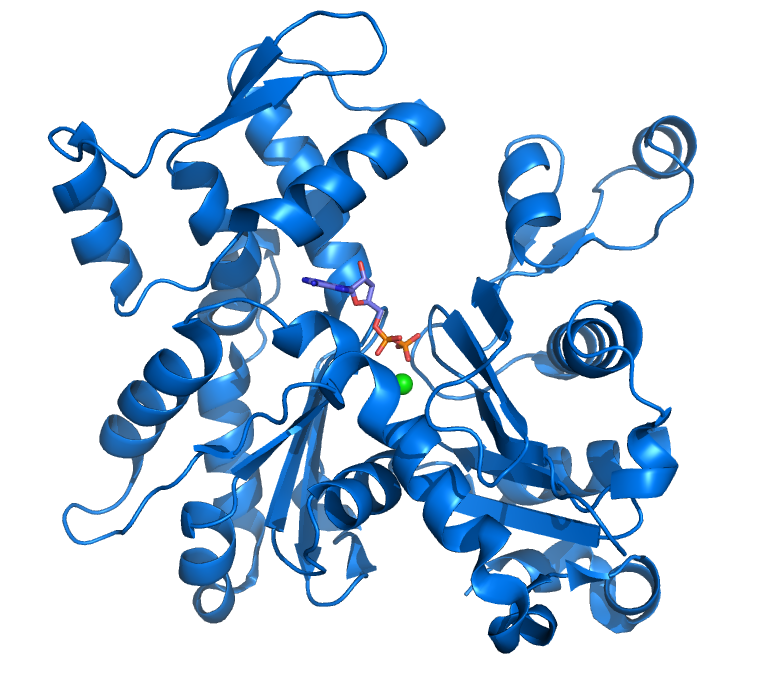
Diagramă a G-actinei

Actina definește o proteină fibrilară capabilă sa formeze microfilamente (fibre) aparținând structurii citoscheletului. Se regăsește în toate celulele eucariote, unde poate fi prezentă într-o concentrație mai mare de 100 μM; are o masă molară de aproximativ 42000 g/mol, cu un diametru de 4 până la 7 nm.